# Blue River Pine Park
Blue River Pine Park är en park i Kanada.   Den ligger i provinsen British Columbia, i den centrala delen av landet, 3 200 km väster om huvudstaden Ottawa. Blue River Pine Park ligger 675 meter över havet.
Terrängen runt Blue River Pine Park är huvudsakligen bergig, men den allra närmaste omgivningen är kuperad. Blue River Pine Park ligger nere i en dal. Trakten runt Blue River Pine Park är nära nog obefolkad, med mindre än två invånare per kvadratkilometer..
I omgivningarna runt Blue River Pine Park växer i huvudsak barrskog.